# Zákon České národní rady o hlavním městě Praze
Zákon České národní rady o hlavním městě Praze (č. 418/1990 Sb.) upravoval postavení, působnost a orgány hlavního města Prahy. Na Prahu se také vztahoval zákon České národní rady o obcích (obecní zřízení), pokud nebylo stanoveno jinak. Hlavní město Praha přijímalo Statut hlavního města Prahy.

## Struktura
Zákon se skládal z:
- HLAVA PRVNÍ: ZÁKLADNÍ USTANOVENÍ
- HLAVA DRUHÁ: PŮSOBNOST HLAVNÍHO MĚSTA PRAHY A MĚSTSKÝCH ČÁSTÍ
- HLAVA TŘETÍ: MÍSTNÍ REFERENDUM A ORGÁNY HLAVNÍHO MĚSTA PRAHY A MĚSTSKÝCH ČÁSTÍ
- HLAVA ČTVRTÁ: USTANOVENÍ SPOLEČNÁ, PŘECHODNÁ A ZÁVĚREČNÁ

## Derogace
Zákon České národní rady o hlavním městě Praze byl nahrazen zákonem o hlavním městě Praze.
Zákon České národní rady o hlavním městě Praze zrušil předchozí zákon o hlavním městě Praze (č. 111/1967 Sb.).